# Muurkrant (Tilburg)
De Tilburgse muurkrant verscheen tussen 1978 en 1995. De krant had een linkse signatuur en werd illegaal op muren in de stad Tilburg geplakt.

## Muurkrantbeweging
In 1970 ontstond de Muurkrant Utrecht, ‘de moeder aller muurkranten’, uit de linkse studentenbeweging van de jaren 60. Later volgden de Arnhemse (1975), de Leidse (1976) en de Tilburgse (1978) muurkrant. Deze vier vormden de harde kern van de Nederlandse muurkrantbeweging; ze hadden ongeveer dezelfde organisatievorm, politieke doelstellingen en zij participeerden gezamenlijk in het Landelijk Overleg Muurkranten (LOM). Zij maakten afspraken over regelmaat, verschijningsvorm en bronbescherming. Samen stelden ze de brochure Uitgangspunten Muurkrantorganisaties Nederland op waarin de ideologie en de voorwaarden voor een muurkrant werden uitgelegd. Ook in Leiden, Venlo, Den Bosch, Nijmegen, Maastricht, Groningen, Dordrecht, Rotterdam en Eindhoven verschenen muurkranten. 
Na een paar jaar participeren in het LOM ging de Tilburgse muurkrant haar eigen weg.

## De Tilburgse Muurkrant
De groep rond de Tilburgse muurkrant bestond uit mensen van verschillende groeperingen: Kommunistische Eenheidsbeweging Nederland Marxistisch Leninistisch (KEN(ml)), Socialistische Partij (SP), Rode Jeugd, Pacifistisch Socialistische Partij (PSP), anarchisten en allerlei actiegroepen. In Tilburg werkten de groeperingen sinds 1975 samen in het Tilburgs Aktiegroepen Overleg (TAO), en eerder al in Jongerencentrum Posjet. De Actiegroep Huisvesting Jongeren (AHJ) zocht naar middelen om informatie te verspreiden. Het idee was een infokrant te maken, of een muurkrant.
Op 30 maart 1978 verscheen de eerste Tilburgse muurkrant, met de kop “ziekenfonds sloopt”. Diezelfde dag stuurde de muurkrantorganisatie een brief aan alle Tilburgse actiegroepen: ‘Beste mensen, zoals jullie inmiddels wel gemerkt hebben is Tilburg een oppositie-middel en een organisatie rijker, en wel een muurkrant. De muurkrant Tilburg richt zich met haar inhoud vooral op de werkende bevolking. Op tal van plaatsen in deze maatschappij is het met name de werkende klasse die op tal van terreinen gekonfronteerd wordt met uitbuiting en onderdrukking (…) Aan de strijd voor de verandering van dit politieke en ekonomiese systeem (...) neemt de muurkrant Tilburg aktief deel.(...) De muurkrant Tilburg is een niet-partij-gebonden organisatie die bereid is iedere beweging die bovengenoemde strijd vooruit helpt en de positie van de werkende klasse versterkt te ondersteunen’.

## Werkwijze en organisatie
De muurkrantmedewerkers opereerden in anonimiteit. De plaats waar de krant gedrukt werd, De Rode Zeef, bleef geheim. Deze geheimzinnigheid had te maken met mogelijke tegenakties van de kant van de autoriteiten. 
Aan onderwerpen was geen gebrek: veel informatie kwam rechtstreeks van buurtgenoten, informanten en via Postbus 814. De voorredactie controleerde de informatie op waarheidsgehalte. De naredactie schreef vervolgens de artikelen. In maximaal honderd woorden moest de boodschap zo krachtig mogelijk overgebracht worden. Stevig taalgebruik en de persoonlijke aanval werden niet geschuwd. 
Nadat de schrijvers hun werk hadden gedaan, gingen de teksten naar de drukkerij. Het drukken gebeurde handmatig, krant voor krant, op (doorgezaagde) restrollen van kranten. Na het drogen werden de kranten gevouwen en verspreid  onder de plakkers. Per wijk werkten de plakkers in tweetallen: de een stond op de uitkijk, terwijl de ander plakte. Het plakken was strafbaar (art. 63, lid 2 van de APV) en het kwam geregeld voor dat plakkers werden opgepakt en een nacht in de cel moesten doorbrengen.

## Reactie van de gevestigde orde
“Mannaerts een te domme CDA-er” stond er eind mei 1978 in dikke letters te lezen op de Tilburgse muren. In nauwelijks honderd woorden kwamen Mannaerts dubieuze gymnasiumdiploma, zijn (gebrek aan) intelligentie, alcoholisme en vriendjespolitiek aan de orde. Wethouder Mannaerts dreigde met harde maatregelen. Naar aanleiding van deze muurkrant schreven enkele raadsleden naar het college van B&W die eisten dat er strenge maatregelen werden genomen ‘om aan dit soort activiteiten, die met vrijheid van drukpers en meningsuiting niets meer van doen hebben, een einde te maken, vooral omdat zij kunnen uitgroeien tot een gevaar voor de persoonlijke veiligheid van vele burgers in onze Tilburgse samenleving’. De politie kreeg opdracht om onderzoek te doen naar de organisatie achter de muurkrant.

## Het einde van de Tilburgse Muurkrant
”Zolang er verzwegen nieuws blijft, blijft de muurkrant ook bestaan”, aldus muurkrantmedewerker ‘Kees’ in een interview bij Radio Tilburg ter ere van het tienjarig jubileum van de muurkrant (1988). Op dat moment is de Tilburgse muurkrant de laatst overgebleven grote muurkrant in Nederland. De andere muurkranten bestonden niet meer of waren in gewijzigde vorm verdergegaan. Na 1990 verschenen er steeds minder kranten en werd de toon minder scherp en ook de onderwerpen waren niet meer specifiek Tilburgs. In 1995 komt er na 17 jaar een einde aan de Tilburgse muurkrant.
In de jaren 1978 - 1995 zijn er ruim driehonderd muurkranten geplakt in Tilburg. Regionaal Archief Tilburg heeft 275 muurkranten in haar collectie.